# Pusillina philippi
Pusillina philippi is een slakkensoort uit de familie van de Rissoidae. De wetenschappelijke naam van de soort is voor het eerst geldig gepubliceerd in 1844 door Aradas & Maggiore.